# Figueiró dos Vinhos (freguesia)
Figueiró dos Vinhos is een plaats (freguesia) in de Portugese gemeente Figueiró dos Vinhos en telt 3835 inwoners (2001).